# Flexoelectricidad
La flexoelectricidad es una propiedad de un material dieléctrico por la que presenta una polarización eléctrica espontánea producida por una gradiente de deformación. La flexoelectricidad está muy relacionada con la piezoelectricidad, pero mientras que la piezoelectricidad se refiere a la polarización causada por una deformación uniforme, la flexoelectricidad se refiere específicamente a la polarización causada por una deformación que cambia de un punto a otro del material. Esta deformación no uniforme rompe la centrosimetría, lo que significa que, a diferencia de la piezoelectricidad, los efectos flexoeléctricos pueden producirse en estructuras cristalinas centrosimétricas.  La flexoelectricidad no es lo mismo que la ferroelasticidad. La flexoelectricidad inversa puede definirse de forma intuitiva como la generación de una gradiente de deformación a causa de la polarización. De forma parecida, la flexoelectricidad inversa se refiere al proceso en el que una gradiente de polarización induce deformación en un material. 
La polarización eléctrica. {\displaystyle P_{i}} debido a la tensión mecánica de {\displaystyle \epsilon _{ij}} en un dieléctrico está dado por
{\displaystyle P_{i}=e_{ijk}\epsilon _{jk}+\mu _{ijkl}{\frac {\partial \epsilon _{jk}}{\partial x_{l}}}}
donde el primer término se refiere al efecto piezoeléctrico directo y el segundo a la polarización flexoeléctrica inducida por la gradiente de deformación.
Aquí, el coeficiente flexoeléctrico, {\displaystyle \mu _{ijkl}}, es un tensor polar de cuarto rango y {\displaystyle e_{ijk}} es el coeficiente correspondiente al efecto piezoeléctrico directo.